# Choeroniscus periosus
Choeroniscus periosus es una especie de murciélago de la familia Phyllostomidae.

## Distribución geográfica
Se encuentra en  Colombia y Ecuador.

## Estado de conservación
Se encuentra amenazada de extinción por la pérdida de su hábitat natural.